# Lista miast w Nowej Marchii
Lista miast w Nowej Marchii
| Niemiecka nazwa | Powiat                             | Ludność w 1939 | Polska nazwa        | Powiat                    |
| --------------- | ---------------------------------- | -------------- | ------------------- | ------------------------- |
| Arnswalde       | Arnswalde                          | 11.738         | Choszczno           | choszczański              |
| Bärwalde        | Königsberg Nm.                     | 3.580          | Mieszkowice         | chojeński (królewiecki)   |
| Berlinchen      | Soldin                             | 7.621          | Barlinek            | myśliborski               |
| Bernstein       | Arnswalde/Soldin                   | 2.728          | Pełczyce            | choszczeńsko-myśliborski  |
| Bobersberg      | Crossen (Oder)                     | 1.122          | Bobrowice           | krośnieński               |
| Crossen         | Vrossen (Oder)                     | 7.526          | Krosno Odrzańskie   | krośnieński               |
| Dramburg        | Dramburg                           | 7.301          | Drawsko Pomorskie   | drawski                   |
| Driesen         | Friedeberg Nm.                     | 5.887          | Drezdenko           | strzelecki                |
| Drossen         | Weststernberg                      | 5.310          | Ośno Lubuskie       | zachodniotorzymski        |
| Falkenburg      | Dramburg                           | 6.002          | Złocieniec          | drawski                   |
| Friedeberg      | Friedeberg Nm.                     | 6.134          | Strzelce Krajeńskie | strzelecki                |
| Fürstenfelde    | Königsberg Nm.                     | 1.636          | Boleszkowice        | chojeński (królewiecki)   |
| Kallies         | Dramburg                           | 4.019          | Kalisz Pomorski     | drawski                   |
| Königsberg/Nm.  | Königsberg Nm.                     | 6.288          | Chojna (Królewiec)  | chojeński (królewiecki)   |
| Königswalde     | Oststernberg                       | 1.431          | Lubniewice          | wschodnio-torzymski       |
| Küstrin         | Königsberg Nm.                     | 23.771         | Kostrzyn nad Odrą   | chojeński (królewiecki)   |
| Landsberg/W.    | Stadtkreis                         | 45.928         | Gorzów Wielkopolski | grodzki                   |
| Lippehne        | Soldin                             | 4.531          | Lipiany             | myśliborski               |
| Liebenau        | Züllichau-Schwiebus                | 1.200          | Lubrza              | sulechowsko-świebodziński |
| Mohrin          | Königsberg Nm.                     | 1.286          | Moryń               | chojeński (królewiecki)   |
| Neudamm         | Königsberg Nm.                     | 7.488          | Dębno               | chojeński (królewiecki)   |
| Neuwedell       | Arnswalde                          | 2.745          | Drawno              | choszczański              |
| Nörenberg       | Arnswalde/Saatzig                  | 3.040          | Ińsko               | choszczańsko-stargardzki  |
| Reetz           | Arnswalde                          | 3.595          | Recz                | choszczański              |
| Reppen          | Weststernberg                      | 6.429          | Rzepin              | zachodniotorzymski        |
| Rothenburg/Oder | Crossen (Oder)/Grünberg i. Schles. | 1.431          | Czerwieńsk          | krośnieńsko-zielonogórski |
| Schivelbein     | Belgard (Persante)                 | 9.420          | Świdwin             | białogardzki              |
| Schönfließ      | Königsberg Nm.                     | 2.843          | Trzcińsko-Zdrój     | chojeński                 |
| Soldin          | Soldin                             | 6.284          | Myślibórz           | myśliborski               |
| Sommerfeld      | Crossen (Oder)                     | 10.928         | Lubsko              | krośnienski               |
| Sonnenburg      | Oststernberg                       | 3.400          | Słońsk              | wschodniotorzymski        |
| Sternberg       | Oststernberg                       | 1.936          | Torzym              | wschodniotorzymski        |
| Schwiebus       | Züllichau-Schwiebus                | 10.431         | Świebodzin          | sulechowsko-świebodziński |
| Woldenberg      | Friedeberg Nm.                     | 5.103          | Dobiegniew          | strzelecki                |
| Zehden          | Königsberg Nm.                     | 1.769          | Cedynia             | chojeński (królewiecki)   |
| Zielenzig       | Oststernberg                       | 5.867          | Sulęcin             | wschodniotorzymski        |
| Züllichau       | Züllichau-Schwiebus                | 9.630          | Sulechów            | sulechowsko-świebodziński |